# Fluentd
Fluentd是一个开源的数据收集器，用作统一化数据收集和使用。Fluentd在2011年由Sadayuki "Sada" Furuhashi构思而成，在2011年十月开源。